# Hackerslang
Hackerslang, sociolekt som används av hackers.
En form av hackerslang är leet. Denna slang är dock mer kopplad till warez- och cracker-kretsar.